# 시마즈 다다쓰네
시마즈 다다쓰네 / 시마즈 이에히사(일본어: 島津忠恒 / 島津家久, 1576년 11월 27일 ~ 1638년 4월 7일)는 에도 시대의 도자마 다이묘이다. 사쓰마번 초대 번주. 시마즈씨를 센고쿠 다이묘로 성장시킨 시마즈 다카히사(島津貴久)의 손자이자, 시마즈 요시히로의 삼남.
아명은 요네키쿠마루(米菊丸), 통칭 마타하치로(又八郎). 1606년 도쿠가와 이에야스에게 헨기(偏諱)로 이에(家) 자를 받아서 이에히사(家久)로 개명하였으나, 동명의 숙부 시마즈 이에히사와 구별하기 위하여 초명인 다다쓰네(忠恒)로 표기하는 경우가 많다.
백부 시마즈 요시히사에게 아들이 없었고, 형 시마즈 히사야스도 임진왜란 때 사망하였으므로 요시히사의 딸을 정실로 맞이하고 요시히사의 양자가 되어 시마즈 가문의 가독을 잇게 되었다. 후계자가 되기 전에는 축국과 주색에 빠지는 나날을 보냈고, 임진왜란 기간 중의 요시히로에게 주의를 받았다. 그러나 후계자가 되면서 뛰어난 무용을 발휘했다.
1600년에 벌어진 세키가하라 전투에서는 부친 요시히로가 소수의 병사를 이끌고 서군에 가담하여 사쓰마 본국에 거듭 병력 증원 요청을 보냈으나, 백부 요시히사와 함께 소극적인 태도를 보이며 지원병을 보내지 않았다. 그리하여 전투 후 서군에 가담한 것은 요시히로의 독단이라고 내세우며 도쿠가와 이에야스와 화평교섭을 벌이고 있던 요시히사를 대신하여 이에야스에게 사죄하기 위하여 상락하여 영지를 그대로 안도받았다. 같은 해, 사쓰마국 우치성(内城)에 들어가, 부친 요시히로와 백부 요시히사에게서 가독을 물려받았으나, 실권은 겐나 5년(1619년)까지 부친 요시히로가 쥐고 있었다.
1609년부터 류큐에 여러차례 출병하여 1613년에는 아마미 군도를 할양받아 시마즈 가문의 직할지로 삼았다.
간에이 15년(1638년) 향년 64세로 세상을 떠났다.

## 사후
가독은 차남 미쓰히사(光久)가 계승하였다.
| 전임 시마즈 요시히로 | 제18대 시마즈씨 당주 1602년 ~ 1638년 | 후임 시마즈 미쓰히사 |

|  | 제1대 사쓰마번 번주 (시마즈가) 1602년 ~ 1638년 | 후임 시마즈 미쓰히사 |